# Aranã
Aranã (Aranân, Aranãs, Aranás, Arananes, Aranans, Aranamas), jedno od plemena Botocudo Indijanaca iz istočno-brazilske države Minas Gerais i São Paulo, osobito u dolini ruijeke Jequitinhonha. Srodni su skupinama Krenak (Crenaque, Convúgn, Txonvúng), Krekmún (Crecmum) i Gueren ili Gerén. Početkom 19. stoljeća oni žive u dolinama rijeka Urupuca i Surubim, a ovamo vjerojatno dolaze kao i ostali Botokudi s područja države Bahia. U prastara vremena bili su u ratovima s Tupima koji prodiru sa sjevera i nastanjuju se u primorskim predjelima Brazila, potiskujući u unutrašnjost Indijance Ges i Botocudo. Preostalo ih je oko 30 obitelji; 237 na rezervatu Terra Indígena Aranã u općinama Coronel Murta i Vale do Jequitinhonha.

## Vanjske poveznice
- Aranã  Arhivirana inačica izvorne stranice od 12. veljače 2021. (Wayback Machine)
- Etimologia do Termo Aranãs  Arhivirana inačica izvorne stranice od 8. ožujka 2005. (Wayback Machine)
- Índios Aranã são reconhecidos[neaktivna poveznica]